# Saison 2017-2018 du FC Nantes
Maillots
Dernière mise à jour : 4 juin 2018.
Chronologie
Saison précédente Saison suivante
La saison 2017-2018 du FC Nantes est la 75e saison de l'histoire du club nantais. Le club est engagé dans trois compétitions : la Ligue 1 (50e participation), la Coupe de France (75e participation) et la Coupe de la Ligue (24e participation).

## Pré-saison
- 15 juin : calendrier de la L1 dévoilé par la LFP.
- 26 juin : reprise de l'entraînement à la Jonelière.
- 3 au 13 juillet : stage de préparation à Annecy.
- 5 août : 1er match de L1.

## Effectif et encadrement

### Transferts
| Nom                 | Nationalité | Poste      | Transfert           | Provenance/Destination | Division           | Référence |
| ------------------- | ----------- | ---------- | ------------------- | ---------------------- | ------------------ | --------- |
| Arrivées            |             |            |                     |                        |                    |           |
| Claudio Ranieri     | Italie      | Entraîneur | Libre               | -                      | -                  | Référence |
| Ciprian Tătărușanu  | Roumanie    | Gardien    | Transfert           | AC Fiorentina          | Serie A            | Référence |
| Chidozie Awaziem    | Nigeria     | Défenseur  | Prêt                | FC Porto               | Liga NOS           | Référence |
| Nicolas Pallois     | France      | Défenseur  | Transfert           | Girondins de Bordeaux  | Ligue 1            | Référence |
| Yassine El Ghanassy | Belgique    | Milieu     | Transfert           | KV Ostende             | Jupiler Pro League | Référence |
| Andrei Girotto      | Brésil      | Milieu     | Transfert           | Chapecoense            | Brasileirão        | Référence |
| Joris Kayembe       | Belgique    | Milieu     | Transfert (gratuit) | FC Porto               | Liga NOS           | Référence |
| Rene Krhin          | Slovénie    | Milieu     | Prêt avec OA        | Grenade CF             | LaLiga 2           | Référence |
| Queensy Menig       | Pays-Bas    | Milieu     | Transfert           | Ajax Amsterdam         | Eredivisie         | Référence |
| Kalifa Coulibaly    | Mali        | Attaquant  | Transfert           | KAA La Gantoise        | Jupiler Pro League | Référence |
| Départs             |             |            |                     |                        |                    |           |
| Sergio Conceição    | Portugal    | Entraîneur | Transfert           | FC Porto               | Liga NOS           | Référence |
| Rémy Riou           | France      | Gardien    | Transfert           | Alanyaspor             | Süper Lig          | Référence |
| Oswaldo Vizcarrondo | Venezuela   | Défenseur  | Transfert (gratuit) | ESTAC Troyes           | Ligue 1            | Référence |
| Guillaume Gillet    | Belgique    | Milieu     | Transfert           | Olympiakos             | Superleague Elláda | Référence |
| Amine Harit         | Maroc       | Milieu     | Transfert           | FC Schalke 04          | Bundesliga         | Référence |
| Queensy Menig       | Pays-Bas    | Milieu     | Prêt                | Oldham Athletic AFC    | EFL League One     | Référence |
| Sérgio Oliveira     | Portugal    | Milieu     | Fin de prêt         | FC Porto               | Liga NOS           | -         |
| Felipe Pardo        | Colombie    | Milieu     | Fin de prêt         | Olympiakos             | Superleague Elláda | -         |
| Mariusz Stępiński   | Pologne     | Attaquant  | Prêt                | AC Chievo Vérone       | Serie A            | Référence |

| Nom      | Nationalité | Poste | Transfert | Provenance/Destination | Division | Référence |
| -------- | ----------- | ----- | --------- | ---------------------- | -------- | --------- |
| Arrivées |             |       |           |                        |          |           |
| Départs  |             |       |           |                        |          |           |

| Nom               | Nationalité                      | Poste     | Transfert   | Provenance/Destination | Division         | Référence |
| ----------------- | -------------------------------- | --------- | ----------- | ---------------------- | ---------------- | --------- |
| Arrivées          |                                  |           |             |                        |                  |           |
| Queensy Menig     | Pays-Bas                         | Milieu    | Fin de prêt | Oldham Athletic AFC    | EFL League One   | Référence |
| Départs           |                                  |           |             |                        |                  |           |
| Alexandre Olliero | France                           | Gardien   | Prêt        | Chamois niortais FC    | Domino's Ligue 2 | Référence |
| Wilfried Moimbé   | France                           | Défenseur | Transfert   | Oldham Athletic AFC    | EFL League One   | Référence |
| Anthony Walongwa  | République démocratique du Congo | Défenseur | Prêt        | Grenoble Foot 38       | National         | Référence |
| Queensy Menig     | Pays-Bas                         | Milieu    | Prêt        | PEC Zwolle             | Eredivisie       | Référence |

## Matchs de la saison

### Matchs officiels de la saison
Le club est engagé dans trois compétitions : la Ligue 1 (50e participation), la Coupe de France (75e participation) et la Coupe de la Ligue (24e participation).
- La Ligue 1 2017-2018 est la quatre-vingtième édition du championnat de France de football et la seizième sous l'appellation « Ligue 1 ». La division oppose vingt clubs en une série de trente-huit rencontres. Les meilleurs de ce championnat se qualifient pour les coupes d'Europe que sont la Ligue des champions (le podium) et la Ligue Europa (le quatrième et les vainqueurs des coupes nationales). Le FC Nantes participe à cette compétition pour la cinquantième fois de son histoire.
- La Coupe de France 2017-2018 est la 101e édition de la coupe de France, une compétition à élimination directe mettant aux prises tous les clubs de football amateurs et professionnels à travers la France métropolitaine et les DOM-TOM. Elle est organisée par la FFF et ses ligues régionales.
- La Coupe de la Ligue 2017-2018 est la 24e édition de la Coupe de la Ligue, compétition à élimination directe organisée par la Ligue de football professionnel (LFP) depuis 1994, qui rassemble uniquement les clubs professionnels de Ligue 1, Ligue 2 et National.

#### Classement
| Rang | Équipe                 | Pts | J  | G  | N  | P  | Bp | Bc | Diff | Qualification ou relégation                                             |
| ---- | ---------------------- | --- | -- | -- | -- | -- | -- | -- | ---- | ----------------------------------------------------------------------- |
| 6    | Girondins de Bordeaux  | 55  | 38 | 16 | 7  | 15 | 53 | 48 | +5   | Qualification pour le deuxième tour de qualification de la Ligue Europa |
| 7    | AS Saint-Étienne       | 55  | 38 | 15 | 10 | 13 | 47 | 50 | −3   |                                                                         |
| 8    | OGC Nice               | 54  | 38 | 15 | 9  | 14 | 53 | 52 | +1   |                                                                         |
| 9    | FC Nantes              | 52  | 38 | 14 | 10 | 14 | 36 | 41 | −5   |                                                                         |
| 10   | Montpellier Hérault SC | 51  | 38 | 11 | 18 | 9  | 36 | 33 | +3   |                                                                         |
| 11   | Dijon FCO              | 48  | 38 | 13 | 9  | 16 | 55 | 73 | −18  |                                                                         |
| 12   | EA Guingamp            | 47  | 38 | 12 | 11 | 15 | 48 | 59 | −11  |                                                                         |

## Statistiques

### Statistiques collectives
| Compétition       | Débute au tour | Termine        | Matches joués | Gagnés | Nuls | Perdus | Buts pour | Buts contre | Différence | Cartons jaunes | Cartons rouges |
| ----------------- | -------------- | -------------- | ------------- | ------ | ---- | ------ | --------- | ----------- | ---------- | -------------- | -------------- |
| Ligue 1           | -              | -              | 38            | 14     | 10   | 14     | 36        | 41          | -5         | 64             | 5              |
| Coupe de France   | 1/32 de finale | 1/16 de finale | 2             | 1      | 0    | 1      | 7         | 4           | +3         | 0              | 1              |
| Coupe de la Ligue | 1/16 de finale | 1/16 de finale | 1             | 0      | 0    | 1      | 1         | 3           | -2         | 2              | 1              |
| Total             | -              | -              | 41            | 15     | 10   | 16     | 44        | 48          | -4         | 66             | 7              |

### Canari du Mois
Le FC Nantes a mis en place en 2017-2018, un système permettant aux supporters de voter pour le meilleur joueur nantais durant chaque mois de l'année. (Entre parenthèses, le nombre de trophées remportés par le joueur.)
| Mois                          | Lauréat                |
| ----------------------------- | ---------------------- |
| Août 2017                     | Ciprian Tătărușanu (1) |
| Septembre 2017                | Abdoulaye Touré (1)    |
| Octobre 2017                  | Abdoulaye Touré (2)    |
| Novembre 2017                 | Diego Carlos (1)       |
| Décembre 2017                 | Emiliano Sala (1)      |
| Janvier 2018                  | Nicolas Pallois (1)    |
| Février 2018                  | Emiliano Sala (2)      |
| Mars 2018                     | Valentin Rongier (1)   |
| Avril 2018                    | Ciprian Tătărușanu (2) |
| Canari de la saison 2017-2018 | Abdoulaye Touré        |

### Équipe type
| Tătărușanu Dubois (c) Diego Carlos Pallois Lima Rongier Touré Girotto Thomasson Iloki Sala |
| Équipe type du FC Nantes lors de la saison 2017-2018.                                      |
| Tătărușanu Dubois (c) Diego Carlos Pallois Lima Rongier Touré Girotto Thomasson Iloki Sala |

| no | Joueur             | Nat. | Poste             | MJ | Doublure            | MJ |
| -- | ------------------ | ---- | ----------------- | -- | ------------------- | -- |
| 30 | Ciprian Tătărușanu |      | Gardien de but    | 37 | Maxime Dupé         | 1  |
| 15 | Léo Dubois         |      | Latéral droit     | 34 | David Alcibiade     | 3  |
| 3  | Diego Carlos       |      | Défenseur central | 28 | Chidozie Awaziem    | 22 |
| 4  | Nicolas Pallois    |      | Défenseur central | 28 | Anthony Walongwa    | 1  |
| 6  | Lucas Lima         |      | Latéral gauche    | 33 | Koffi Djidji        | 29 |
| 19 | Abdoulaye Touré    |      | Milieu défensif   | 36 | Rene Krhin          | 18 |
| 20 | Andrei Girotto     |      | Milieu défensif   | 25 | Samuel Moutoussamy  | 7  |
| 7  | Jules Iloki        |      | Ailier droit      | 26 | Santy Ngom          | 13 |
| 28 | Valentin Rongier   |      | Milieu offensif   | 32 | Yacine Bammou       | 16 |
| 8  | Adrien Thomasson   |      | Ailier gauche     | 36 | Yassine El Ghanassy | 19 |
| 9  | Emiliano Sala      |      | Attaquant         | 36 | Préjuce Nakoulma    | 18 |

## Business Club FC Nantes
- Club Entreprises du FC Nantes[4]
  - Anvolia
  - Flamino
  - LNA Santé
  - Manitou
  - Nantes Métropole
  - Orange
  - Proginov
  - Synergie
  - Umbro
  - Winamax

## Affluence et télévision

### Affluence
L'affluence à domicile du FC Nantes atteint un total :
- de 466 626 spectateurs en 19 rencontres de Ligue 1, soit une moyenne de 24 559/match.
- de 13 618 spectateurs en 1 rencontre de Coupe de France, soit une moyenne de 13 618/match.
- de 480 244 spectateurs en 20 rencontres toutes compétitions confondues, soit une moyenne de 24 012/match.

Affluence du FC Nantes à domicile

### Retransmission télévisée
| Diffuseur                      | Rencontres | Pourcentages |
| ------------------------------ | ---------- | ------------ |
| beIN Sports                    | 29         | 70,73%       |
| Canal+                         | 8          | 19,51%       |
| Eurosport 2                    | 2          | 4,88%        |
| Canal+ Sport                   | 1          | 2,44%        |
| Co-diffusion Foot+ et France 3 | 1          | 2,44%        |
| Total                          | 41         | 100%         |